# Кривая Пеано

Три итерации построения кривой Пеано

Крива́я Пеа́но — общее название для параметрических кривых, образ которых содержит квадрат (или, в более общем смысле, открытые области пространства). Другое название — заполняющая пространство кривая.
Названа в честь Джузеппе Пеано (1858—1932), первооткрывателя такого рода кривых.
Иногда кривой Пеано называется конкретная кривая, которую построил Пеано.

## Определение
Интуитивно непрерывная кривая в размерностях 2 или 3 (или выше) может пониматься как путь, проходимый непрерывно движущейся точкой. Чтобы исключить неотъемлемую неопределённость этого понимания, Жордан в 1887 предложил следующее определение, которое с тех пор было принято как точное определение непрерывной кривой:
Кривая (с конечными точками) — это непрерывное отображение, областью определения которого служит единичный отрезок [0, 1].
В наиболее общей форме область значений такого отображения может лежать в произвольном топологическом пространстве, но в большинстве изучаемых случаев область значений лежит в евклидовом пространстве, таком как двумерная плоскость (плоская кривая) или трёхмерное пространство (пространственная кривая).
Иногда кривая отождествляется с областью значений отображения (множество всех возможных значений отображения), а не собственно с функцией. Можно также определить кривую без конечных точек как непрерывную функцию на вещественной прямой (или на открытом интервале (0, 1)).

## История
В 1890 Пеано открыл непрерывную кривую, ныне называемую кривой Пеано, которая проходит через любую точку единичного квадрата. Его целью было построение непрерывного отображения из единичного отрезка в единичный квадрат. Заняться проблемой Пеано побудил более ранний неожиданный результат Георга Кантора о том, что множество точек единичного интервала имеет ту же мощность, что и множество точек любого конечномерного многообразия, в частности, единичного квадрата. Задача, которую решал Пеано, заключалась в вопросе — может ли быть такое отображение непрерывным, то есть может ли кривая заполнить пространство. Решение Пеано не устанавливает непрерывное взаимнооднозначное отображение между единичным интервалом и единичным квадратом, и более того, такого отображения не существует (см. ниже).

Шесть итераций построения кривой Гильберта, в пределе заполняющей пространство. Кривая была построена математиком Давидом Гильбертом.

Общепринятым было связывать туманное понятие толщины и одномерности с кривой. Все обычно встречающиеся кривые были кусочно дифференцируемые (то есть имеющие кусочно непрерывные производные), а такие кривые не могут заполнить весь единичный квадрат. Таким образом, заполняющая пространство кривая Пеано воспринималась противоречащей здравому смыслу.
Из примера Пеано легко вывести непрерывные кривые, заполняющие n-мерный гиперкуб (для любого положительного целого n). Легко было также распространить пример Пеано на кривые без начальной и конечной точки, и эти кривые заполняют всё n-мерное евклидово пространство (где n равно 2, 3 или любое другое положительное целое число).
Большинство хорошо известных заполняющих пространство кривых строятся итеративно как предел последовательности кусочно линейных непрерывных кривых, которые на каждом шаге приближаются к заполняющей пространство кривой.
Революционная статья Пеано не содержала никаких иллюстраций построения, которое было определено в терминах троичных расширений и зеркального отражения. Однако графическое построение для него было ясным — он сделал орнамент, отражающий построение кривой на своём доме в Турине. В конце статьи Пеано заметил, что техника может быть распространена на другие нечётные базисы, не только на базис 3. Его выбор избегать любой графической визуализации был, без сомнения, вызван желанием привести обоснованное, совершенно строгое доказательство, не опирающееся никак на рисунки. В то время (начало исследований в общей топологии) графические доводы часто включались в доказательство, но зачастую они служили помехой для понимания противоречащих здравому смыслу результатов.
Годом позже Давид Гильберт опубликовал в том же журнале другой вариант построения Пеано. Статья Гильберта была первой статьёй, в которой был помещен рисунок, помогающий представить технику построения. По существу, это был тот же рисунок, что и приведённый здесь. Аналитическая форма кривой Гильберта, однако, существенно сложнее, чем у Пеано.

## Свойства
- Всякая кривая Пеано имеет кратные точки.
  - Не существует кривой Пеано, всякая точка которой была бы простой или двукратной, но существует кривая Пеано, имеющая самое большее лишь трёхкратные точки (в счётном числе). Такова, например, кривая, построенная самим Пеано; конструкция Гильберта ниже содержит четырёхкратные точки (также в счётном числе).
- Существуют кривые Пеано, сохраняющие меру, то есть мера Лебега подмножества квадрата совпадает с мерой Лебега его прообраза на отрезке. Нижеприведённый пример Гильберта обладает этим свойством.
- С понятием кривой Пеано связан любопытный факт существования пространственных простых дуг, проектирующихся на плоскость в виде сплошных площадей, — такова, например, кривая
{\displaystyle r(t)=(x(t),y(t),t)}

где первые две функции задают кривую Пеано. Хотя эта дуга и может защитить от вертикальных солнечных лучей, она не может служить защитой от дождя, поскольку не является непрерывной поверхностью.
- Если кривая не инъективна, то можно найти две пересекающиеся подкривые кривой, получаемые как образы двух непересекающихся отрезков в области определения кривой (то есть единичного отрезка). Две подкривые пересекаются, если пересечение двух образов не пусто. Есть искушение считать, что кривые пересекаются означает, что они скрещиваются, наподобие точки пересечения двух непараллельных прямых, однако две кривые (в нашем случае — подкривые) могут соприкасаться без скрещивания, как, например, касательная прямая касается окружности.
- Для классических заполняющих пространство кривых Пеано и Гильберта в местах пересечения кривых (в техническом смысле), имеется соприкосновение кривых без их скрещивания. Заполняющая пространство кривая может (в каждой точке) иметь самопересечения (скрещивания), если её аппроксимирующая кривая самоскрещивается. Аппроксимация заполняющей пространство кривой может не содержать самопересечения, как на рисунках выше. В трёхмерном пространстве аппроксимирующие кривые без самопересечений могут даже содержать узлы. Аппроксимирующие кривые остаются внутри ограниченной области n-мерного пространства, но их длина растёт неограниченно.
- Заполняющие пространство кривые являются специальным случаем построения фракталов. Не может существовать дифференцируемой заполняющей пространство кривой. Грубо говоря, дифференцируемость накладывает ограничения на скорость поворота кривой.

### Интегрирование
Винер указал на то, что заполняющая пространство кривая могла бы быть использована для сведения интегрирования по Лебегу в высоких размерностях к интегрированию по Лебегу на отрезке.

## Примеры
Аналитическое построение.
Рассмотрим функции {\displaystyle f(x)} и {\displaystyle g(x)}, определённые на отрезке {\displaystyle [0,1]} следующим образом. Пусть разложение {\displaystyle x} в троичной системе счисления имеет вид {\displaystyle 0,x_{1}x_{2}\ldots x_{k}} (каждое из {\displaystyle x_{k}} равно 0, 1 или 2). Тогда {\displaystyle f(x)} мы определим как число, имеющее следующее разложение {\displaystyle 0,f_{1}f_{2}\ldots f_{k}} в троичной системе:

{\displaystyle f_{1}=x_{1}}

{\displaystyle f_{2}=x_{3}}, если {\displaystyle x_{2}} четно, и {\displaystyle 2-x_{3}}, если {\displaystyle x_{2}} нечетно

{\displaystyle \ldots }

{\displaystyle f_{k}=x_{2k-1}}, если {\displaystyle x_{2}+x_{4}+\ldots +x_{2k-2}} четно

{\displaystyle f_{k}=2-x_{2k-1}}, если {\displaystyle x_{2}+x_{4}+\ldots +x_{2k-2}} нечетно 
Аналогичным образом определим функцию {\displaystyle g(x)=0,g_{1}g_{2}\ldots g_{k}\ldots } в троичной системе счисления:

{\displaystyle g_{1}=x_{2}}, если {\displaystyle x_{1}} четно, и {\displaystyle 2-x_{2}}, если {\displaystyle x_{1}} нечетно

{\displaystyle \ldots }

{\displaystyle g_{k}=x_{2k}}, если {\displaystyle x_{1}+x_{3}+\ldots +x_{2k-1}} четно

{\displaystyle g_{k}=2-x_{2k}}, если {\displaystyle x_{1}+x_{3}+\ldots +x_{2k-1}} нечетно

Рассмотрим теперь отображение: {\displaystyle x\mapsto [f(x),g(x)]}. Можно доказать, что:
1. Функции {\displaystyle f(x)} и {\displaystyle g(x)} корректно определены (то есть в числах, допускающих 2 представления в троичной системе счисления, значения {\displaystyle f(x)} и {\displaystyle g(x)} окажутся не зависящими от выбора представления).
2. Функции {\displaystyle f(x)} и {\displaystyle g(x)} непрерывны на {\displaystyle [0,1]}.
3. Система уравнений {\displaystyle f(x)=a} и {\displaystyle g(x)=b} имеет не менее 1 и не более 4 решений при любых {\displaystyle a} и {\displaystyle b}, лежащих на отрезке {\displaystyle [0,1]}.

Тем самым, отображение с координатными функциями {\displaystyle f} и {\displaystyle g} на плоскости {\displaystyle x\mapsto [f(x),g(x)]} непрерывно переводит отрезок {\displaystyle [0,1]} в квадрат {\displaystyle [0,1]^{2}}.
Геометрическое построение.

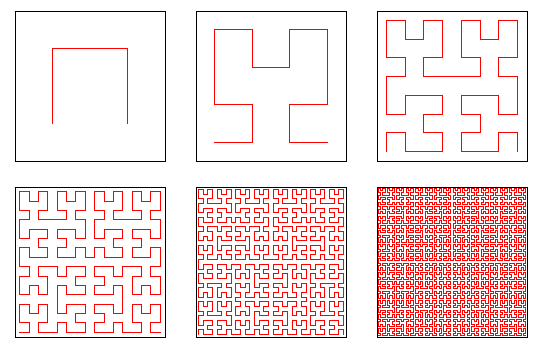
Пример кривой Пеано, построенный Гильбертом. Здесь показан порядок обхода квадратов 1-6 уровня.

Рассмотрим единичный отрезок и единичный квадрат. На 1-м шаге построения разделим квадрат средними линиями на 4 равных квадрата, а отрезок — на 4 равные части. Получим квадраты и отрезки 1-го уровня. На каждом последующем шаге делим квадраты и отрезки предыдущего уровня на 4 части — получаем квадраты и отрезки следующего уровня. Имеем 4 квадрата 1-го уровня, 16 квадратов 2-го уровня и т. д.; аналогично с отрезками. Зададим порядок обхода квадратов каждого уровня. Для 1-го, 2-го, …, 6-го уровня порядок обхода показан на рисунке. Порядок обхода определяет взаимно-однозначное соответствие между множеством квадратов n-го уровня и множеством отрезков n-го уровня.
Пусть теперь {\displaystyle x} — произвольная точка исходного единичного отрезка. Пусть {\displaystyle k_{1}} — номер отрезка 1-го уровня, которому принадлежит точка {\displaystyle x}, {\displaystyle k_{2}} — номер отрезка 2-го уровня, которому принадлежит точка {\displaystyle x} и т. д. Рассмотрим квадраты {\displaystyle Q_{1},Q_{2},\ldots } с теми же номерами {\displaystyle k_{1},k_{2},\ldots }. Порядок обхода квадратов устроен таким образом, что (внимание!) квадраты {\displaystyle Q_{1},Q_{2},\ldots } образуют вложенную систему. По теореме о вложенной (стягивающейся) системе отрезков, квадраты {\displaystyle Q_{1},Q_{2},\ldots } имеют единственную общую точку {\displaystyle y}.
Если {\displaystyle x} принадлежит одновременно 2-м отрезкам, то эти отрезки соответствуют 2-м квадратам с общей стороной — так устроен порядок обхода. Назовем такие квадраты смежными. В этом случае вместо квадратов {\displaystyle Q_{1},Q_{2},\ldots } рассмотрим прямоугольники — объединения смежных квадратов. И тогда {\displaystyle y} — единственная общая точка вложенной системы указанных прямоугольников.
Аналогичное рассуждение показывает, что каждая точка {\displaystyle y} квадрата будет соответствовать некоторой точке {\displaystyle x} единичного отрезка.
Построенное отображение {\displaystyle x\rightarrow y} определяет искомую кривую Пеано. Непрерывность отображения следует из того, что близким отрезкам соответствуют близкие квадраты. Каждая точка {\displaystyle y} имеет:
- 1 прообраз {\displaystyle x} (если {\displaystyle y} не принадлежит границам двух несмежных квадратов никакого уровня),
- 2 прообраза (если {\displaystyle y} принадлежит границам не более двух несмежных квадратов некоторого уровня),
- 3 прообраза (если {\displaystyle y} принадлежит границам четырёх квадратов некоторого уровня, одна пара которых — смежные), пример такой точки — центр квадрата,
- 4 прообраза (если {\displaystyle y} принадлежит границам четырёх попарно несмежных квадратов некоторого уровня).

Кривые, задающие порядок обхода квадратов, являются последовательными приближениями к кривой Пеано. Кривая Пеано является пределом этих кривых.
Основным отличием кривой Пеано от интерпретации Гильберта является разбиение исходного единичного квадрата не на 4, а на 9 частей, имеющих размеры сторон 3-nx3-n каждая, где n — номер итерации.

## Вариации и обобщения
- Существует аналог кривых Пеано, заполняющий многомерный куб и даже гильбертов кирпич.
- Существует много естественных примеров, заполняющих пространство, или, скорее, заполняющих сферу, кривых в теории дважды вырожденных групп Клейна. Например, Кэннон и Тёрстон[5] показали, что окружность на бесконечности универсального накрытия расслоения тора отображения[англ.] псевдоаносовского диффеоморфизма[англ.] является заполняющей пространство кривой. (Здесь сфера на бесконечности — это сфера на бесконечности гиперболического 3-мерного пространства.)
- Далеко идущее обобщение содержит теорема Мазуркевича:

| Если {\displaystyle X} — континуум, то эквивалентны условия: 1. пространство {\displaystyle X} локально связно, 2. {\displaystyle X} — непрерывный образ интервала. |

- Теорема Хана — Мазуркевича — это следующая характеризация пространств, являющихся непрерывным образом кривых:

| Непустое хаусдорфово топологическое пространство является образом единичного интервала тогда и только тогда, когда оно компактно, связно, локально связно и для него выполняется вторая аксиома счётности. |

Пространства, являющиеся непрерывным образом единичного интервала, иногда называются пространствами Пеано.
Во многих формулировках теоремы Хана-Мазуркевича выполнение второй аксиомы счётности заменяется понятием метризуемое. Эти две формулировки эквивалентны. В одном направлении компактное хаусдорфово пространство является нормальным пространством и, по теореме метризуемости Урысона, выполнение второй аксиомы счётности влечёт метризуемость. В обратную сторону для компактного метрического пространства выполняется вторая аксиома счётности.